# 마이슈페르크

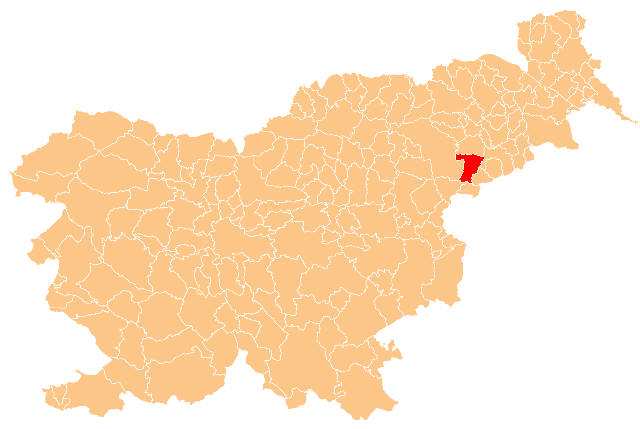
마이슈페르크의 위치

마이슈페르크(슬로베니아어: Majšperk, 독일어: Monsberg 몬스베르크[*])는 슬로베니아의 도시로 면적은 72.8km2, 인구는 4,005명(2002년 기준), 인구 밀도는 55명/km2이다.